# Голф (Илиноис)
Голф (енгл. Golf) град је у америчкој савезној држави Илиноис.

## Демографија
По попису из 2010. године број становника је 500, што је 49 (10,9%) становника више него 2000. године.
| Група             | 2000.       | 2010.       |
| Белци             | 444 (98,4%) | 431 (86,2%) |
| Афроамериканци    | 0 (0,0%)    | 3 (0,6%)    |
| Азијати           | 4 (0,9%)    | 15 (3,0%)   |
| Хиспаноамериканци | 3 (0,7%)    | 41 (8,2%)   |
| Укупно            | 451         | 500         |